# Jean-Baptiste Édouard Bornet
Jean-Baptiste Édouard Bornet ( 2 de septiembre de 1828, Guérigny - 18 de diciembre de 1911, París), fue un botánico francés.

## Biografía
Miembro de la Academia de Ciencias de Francia, es el autor de las Notes algologiques (1847-1880) y de los Études phycologiques (1878). Determinó la naturaleza de los líquenes y describió el proceso reproductivo de las algas rojas. Bornet recibió la Medalla linneana en 1891 llegando a ser un miembro de procedencia extranjera en la Royal Society en 1910.

## Algunas publicaciones
- 1976. Notice biographique sur M. Gustave-Adolphe Thuret. En: Mémoires de la Société Nationale des Sciences Naturelles de Cherbourg 20: 1-69

- 1883. « Notice biographique de Joseph Decaisne ». En Catalogue de la bibliothèque de feu M.J. Decaisne clasificada por Julien-Joseph Vesque, Paris, Adolphe Labitte, xxi + 482 pp.

- « Révision des Nostocacées hétérocystées contenues dans les principaux herbiers de France » (con Charles Flahault) En: Ann. des sciences naturelles, Botanique 7, vols. 3-5 & 7

- 1892. Les algues de P.K.A. Schousboe récoltées au Maroc & dans la Méditerranée de 1815 à 1829. En: Mémoires de la Société Nationale des Sciences Naturelles et Mathématiques de Cherbourg 28: 165-376

## Literatura
- robert Zander, fritz Encke, günther Buchheim, siegmund Seybold (eds.) 1984. "Handwörterbuch der Pflanzennamen". Ed. Ulmer, Stuttgart, ISBN 3-8001-5042-5

## Honores

### Eponimia
Especies
- (Asteraceae) Hieracium borneti Burnat & Gremli[1]

- (Cistaceae) Cistus × borneti Sennen[2]

- (Iridaceae) Gladiolus borneti Ardoino[3]

- (Nymphaeaceae) Nuphar bornetii H.Lév. & Vaniot[4]
- La abreviatura «Bornet» se emplea para indicar a Jean-Baptiste Édouard Bornet como autoridad en la descripción y clasificación científica de los vegetales.[5]